# Aston-sub-Edge
Aston-sub-Edge est une paroisse civile et un village du Gloucestershire, en Angleterre.